# Sonny Fox
Irwin "Sonny" Fox (Nueva York, 17 de junio de 1925 - Los Ángeles, 24 de enero de 2021) fue un presentador de televisión y locutor estadounidense. Es conocido por presentar el programa de televisión para niños Wonderama. A lo largo de su carrera, ha presentado otros programas educativos y de entretenimiento para niños, incluidos Let's Take a Trip, Just for Fun y On Your Mark, además de programas familiares, incluido el programa de $64,000. También fue productor de películas como And Baby Makes Six, Mysterious Two y Brontë.

## Primeros años
Nació el 17 de junio de 1925 en el seno de una familia judía en la sección de Parkville de Brooklyn, Nueva York. Era hijo de Gertrude (Goldberg) una vendedora de entradas para el teatro y Julius A. Fox que estaba en el negocio textil. Asistió a James Madison High School en la sección Midwood de Brooklyn, Nueva York. Se unió al ejército en 1943 y sirvió en la Segunda Guerra Mundial en Inglaterra y Francia. Fue hecho prisionero de guerra por las fuerzas alemanas en la Batalla de las Ardenas. Su vida fue salvada por el sargento mayor Roddie Edmonds diciendo: "Aquí todos somos judíos" cuando los oficiales nazis exigieron que se señalara a todos los prisioneros de guerra judíos. En un evento separado, un empleado estadounidense en el campo lo marcó como protestante en lugar de judío, cuando los prisioneros judíos fueron identificados y enviados a un campo de trabajos forzados en Berga, Alemania.
Regresó a los Estados Unidos después de la guerra y se graduó con una licenciatura en producción de radio y televisión en la Universidad de Nueva York en 1947.

## Carrera
Fox comenzó su carrera como productor de Candid Microphone con Allen Funt, un programa de radio que luego se convertiría en Candid Camera. Más tarde trabajó para Voz de América durante tres años como reportero y luego como corresponsal de guerra durante la guerra de Corea.
La primera experiencia de Fox en la programación infantil se produjo en 1954, con un programa grabado en San Luis, The Finder de KETC-TV, un programa de diarios de viajes y noticias para niños donde encontraría cosas interesantes para que los niños aprendan. Su primera exposición nacional se produjo cuando CBS lo subió a bordo en 1955. Durante tres años fue coanfitrión del programa de viajes para niños, Let's Take a Trip. En una entrevista para The American Experience de PBS, describió el programa como "Llevar a dos niños a una especie de excursión electrónica cada semana – en vivo, ubicación remota, sin audiencia, sin patrocinadores".

### The $64,000 Challenge
En 1956, Fox se convirtió en el primer presentador del programa de juegos The $64,000 Challenge, un derivado de The $64,000 Question. En su primera aparición fue identificado como "Bill Fox", pero en el segundo programa se convirtió en "Sonny Fox" porque, afirmó, el nombre "Bill Fox" había sido registrado por otra personalidad del entretenimiento; En la misma entrevista, Fox manifestó que sus dificultades como presentador de un programa de juegos incluían su "predilección por preguntar las respuestas". Fox fue reemplazado a las pocas semanas de iniciada la serie por Ralph Story.
La breve permanencia de Fox en el programa lo salvó de terminar involucrado de los escándalos de los programas de concursos de la década de 1950, y durante una entrevista en American Experience, informó que estaba horrorizado por el testimonio relacionado ante el Congreso, incluido el de la estrella infantil Patty Duke, que había participado en The $64,000 Challenge y que luego admitió que la habían entrenado para mentir a los investigadores del Congreso. La participación posterior de Fox en la presentación de programas de juegos se limitó a sustituciones ocasionales de Bill Cullen (el presentador original de The Price Is Right) y Bud Collyer (presentador de Beat the Clock y To Tell the Truth), aunque luego presentó la primera temporada de The Movie Game en 1969-1970.

### Wonderama
En 1959, el grupo de estaciones de televisión independientes Metromedia (nacido de la antigua DuMont Network) contrató a Fox para presentar Wonderama en su estación insignia de Nueva York, WABD (que luego se convertiría en WNEW-TV), sucediendo al equipo de Bill Britten y Doris Faye. La versión de Fox del programa fue una mezcla de comedia física y contenido serio, con el maratón Wonderama (durante el mandato de Fox, el programa duró cuatro horas los domingos por la mañana) que incluía dramatizaciones de Shakespeare, celebridades invitadas como John Lindsay y Robert Kennedy, demostraciones de magia (habitualmente realizadas por el mago James "The Amazing" Randi), instrucción de arte, concursos de ortografía, juegos de aprendizaje u otros elementos. Perdió otra oportunidad de presentar un programa de entrevistas, The New Yorkers, porque significaría dejar Wonderama.

### Just for Fun!
En 1959 Fox creó y presentó el programa de televisión infantil de los sábados por la mañana Just for Fun! que, como Wonderama, se emitió en WNEW-TV en Nueva York. Sobre la base de las competencias de equipos de "guerra de colores" comunes en los campamentos de verano para niños, los participantes participaron en una amplia gama de concursos. Los invitados en el programa incluyeron a Yogi Berra, Tim Conway, Huntz Hall, Charlotte Rae y Soupy Sales. Fox dejó el programa en 1965.

### On Your Mark
En 1960, Fox presentó el primer programa matutino del sábado de ABC, On Your Mark, un programa de juegos en el que los niños respondían preguntas sobre diversas profesiones. Debido a que Fox tenía un contrato "exclusivo" con WNEW-TV, On Your Mark se transmitió en el Canal 5 de Nueva York, en lugar de la estación de ABC WABC-TV. On Your Mark duró una temporada.

### Otras actividades mediáticas
En 1966 Fox apareció en la película The Christmas That Almost Wasn't. En 1967 Fox copresento un programa diario de entrevistas y variedades para adultos titulado The New Yorkers en WNEW-TV, con las copresentadoras Penelope Wilson y Gloria Okon, además del periodista Stewart Klein. En 1976, Fox organizó los Way Out Games, con sede en California, y durante 1977 dirigió la programación infantil para NBC. Durante la década de 1970, Fox se desempeñó como conferenciante en la Universidad de Stony Brook.
En la última parte de su carrera, también se desempeñó como productor de películas para televisión como And Baby Makes Six (1979), Mysterious Two (1982) y Brontë (1983).
En la década de 1970, Fox se unió y luego se convirtió en el presidente de la junta de Population Communications International (PCI), una organización sin fines de lucro con sede en Nueva York dedicada a mejorar los problemas de planificación familiar a través de los medios de comunicación populares. El trabajo de PCI incluyó trabajar con productores de telenovelas estadounidenses e internacionales, ayudándoles a desarrollar historias de planificación familiar "más saludables".
En septiembre de 2012, Fox publicó sus memorias, tituladas But You Made the Front Page! Wonderama, Wars and a Whole Bunch of Life.

## Vida personal
Fox se casó con su esposa Gloria (de soltera Benson) Fox y tuvo tres hijos y una hija. El matrimonio terminó en divorcio. Fox falleció el 24 de enero de 2021 en Encino, California, por complicaciones del COVID-19. Tenía 95 años.